# Connexion (danse)
Pour les articles homonymes, voir Connexion.

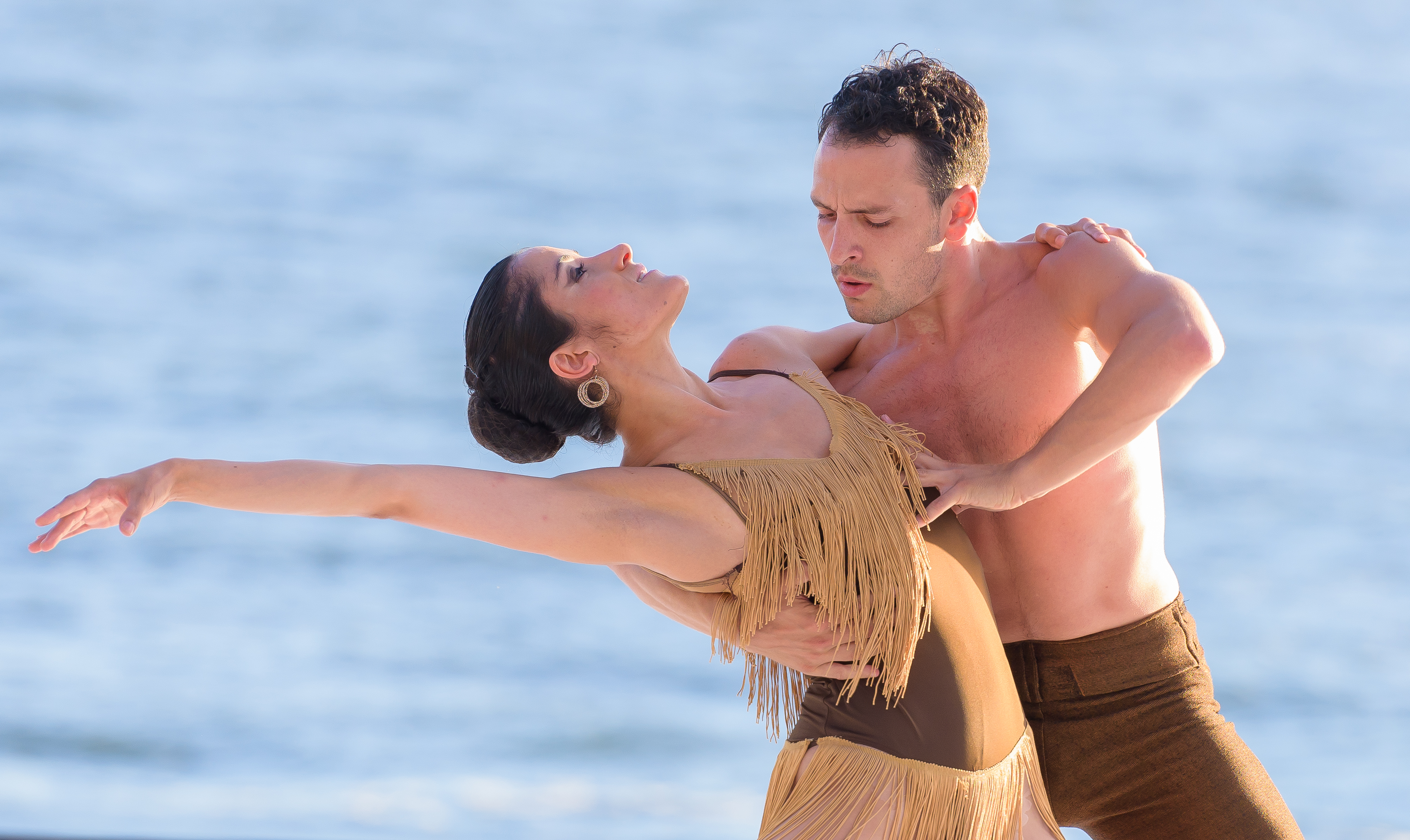
Deux danseurs connectés au travers de leur corps.

Dans les danses de couple, la connexion est une forme de communication physique utilisée par les danseurs pour faciliter la synchronisation de leurs mouvements de danse. La connexion est dans la danse le resenti des danseurs, et non son apparence. Un danseur dirige les mouvements de l'autre danseur par des instructions non-verbales transmises au travers d'une connexion physique entre les danseurs. C'est une technique essentielle dans de nombreuses danses de couple et notamment dans les danses avec un contact physique marqué entre les danseurs, telles que, par exemple, le tango argentin, le lindy hop, le west coast swing et la valse anglaise. Le terme connexion a également une deuxième signification dans la danse, différente mais liée à la première. Il est parfois utilisé pour décrire les points de contact physiques entre le corps des danseurs, un aspect étroitement lié au cadre de danse.

## Terminologie
À l'origine, le couple de danseurs se composait d'un homme et d'une femme. L'homme guidait la danse et la femme suivait son partenaire. Cette structure est encore aujourd'hui la plus commune, mais un nombre croissant de couples unisexes ou de rôle opposé émerge de nos jours, aussi bien dans les événements sociaux ou en compétition,,. Pour désigner les deux rôles en évitant les distinctions de genre, on utilise aujourd'hui les termes leader et follower (ou follow) empruntés à l'anglais. Les termes cavalier/cavalière ou homme/femme, utilisés parfois, ne conviennent que peu pour décrire des femmes qui guident ou des hommes qui suivent, et les termes guideur/guideuse, meneur/meneuse et suiveur/suiveuse ne seront pas utilisés dans cet article car ils alourdissent l'écriture par leurs genres et le sens de danseur·euse manque parfois dans leurs définitions. Ainsi, afin de garder une notation homogène, concise et inclusive, dans cet article, les noms leader ou lead désignent le/la danseur·euse guidant le couple, indépendamment de son sexe et de son genre, et les noms follower ou follow désignent le/la danseur·euse suivant son partenaire durant la danse. Ces termes sont déjà utilisés dans la communauté de danse francophone,,,. Les termes guidage et suivage seront utilisés pour désigner les actions correspondantes aux rôles des deux partenaires.

## Guidage et suivage (lead and follow)
Dans la majorité des danses de couple, l'un des deux partenaires dirige les mouvements du couple et de l'autre partenaire. Ce concept, appelé lead and follow (en) en anglais (litt. guidage et suivage), permet l'évolution du couple sur la piste de danse et l'exécution simultanée de différentes figures et passes.

### Description
Le guidage et le suivage est accompli à l'aide de la connexion entre les danseurs et de leur cadre. Le cadre permet au leader de transmettre des mouvements de corps au follower et donne au follower un support d'improvisation ou de styling. Un cadre est une combinaison structurelle stable des deux corps maintenue au travers des bras et/ou des jambes des danseurs.

## Buts de la connexion

### Transmission d'information
L'un des buts de la connexion est de permettre le transfert d'information entre les danseurs. Par exemple, le leader peut indiquer à sa partenaire quels pas ou quelle figure il souhaite qu'elle fasse. A travers la connexion, les danseurs vont également indiquer à leur partenaire leur niveau de danse, consciemment ou non. Cela peut par exemple permettre à des danseurs confirmés d'adapter leurs efforts et leurs attentes à leur partenaire. Un danseur expérimenté réduira peut-être ses attentes ou l'énergie de ses mouvements s'il danse avec un partenaire débutant, ou redoublera d'efforts et essaiera de pousser ses limites s'il danse avec un partenaire du même niveau ou plus élevé.

## Types de connexion

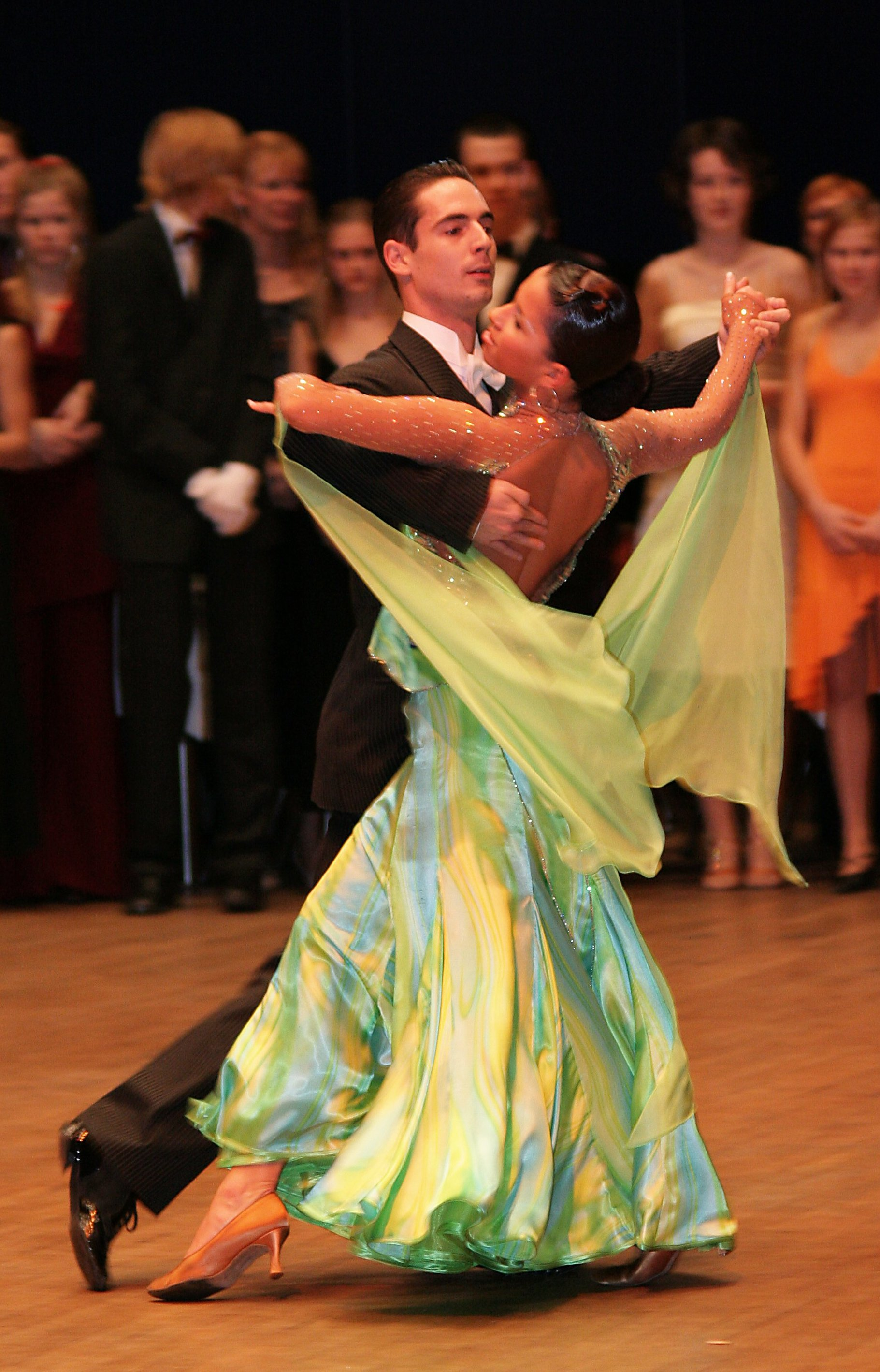
Deux danseurs en position fermée avec un contact corporel étroit.

### Connexion physique
Le plus souvent, le terme connexion utilisé en danse fait référence à ce type de connexion, la connexion physique. Ce type de connexion peut être séparé en deux sous-types, différant dans la position des danseurs et par les parties du corps en contact.

#### Aveccontact physique avec le corps (en plus des mains)
Lorsque le cadre est créé, la tension est le moyen principal pour établir la communication. Dans ce type de connexion, le leader guide sa partenaire principalement en déplaçant son tronc, et très peu ou pas du tout avec les bras. Des changements de tension sont accomplis pour créer des variations de rythme dans les figures et les mouvements, et ils sont communiqués au travers des points de contact. Le follower se déplace pour suivre le leader en maintenant la pression entre les corps ainsi que la position de son corps.

#### Sanscontact physique avec le corps (mais uniquement au travers des bras)
Dans une position ouverte (cadre ouvert) ou une connexion fermée sans contact avec le corps, les mains et les bras donnent seuls la connexion, qui peut être en tension, en compression ou neutre.
- En tension, les danseurs tirent en s'éloignant de leur partenaire et exercent une force égale et opposée à celle de celui-ci. Les bras ne sont pas seuls à l'origine de cette force: ils sont souvent assistés par des tensions musculaires dans le tronc au travers de la masse corporelle ou par l'élan.
- En compression, les danseurs poussent l'un vers l'autre.
- En position neutre, les mains n'exercent pas plus de force que celle requise pour se tenir la main.

La connexion au travers des bras des danseurs doit être claire et permettre des changements rapides de direction tout en restant continue et en évitant les à-coups. Les danseurs doivent garder leurs bras dans un juste milieu entre rigidité et mollesse.

### Connexion non-physique

#### Connexion mentale
Les danseurs étant humains, des aspects psychologiques et sociologiques entrent en jeu entre les partenaires de danse. De bons danseurs font preuve d'empathie envers leur partenaire afin d'améliorer l'expérience de celui- ou celle-ci. Une connexion empathique peut provenir d'un leader avec un guidage clair et confortable, d'un follower conciliant ou compatissant ou encore d'un sourire bienveillant en réaction à une erreur. La connexion est idéalement un dialogue: le leader reste conscient des choix d'interprétation et d'innovation du follower et de la rigidité de la connexion physique. Les deux danseurs s'adaptent l'un à l'autre et ajustent constamment leurs mouvements pour maintenir l'harmonie du couple. Des études ont aussi montré que la danse renforce les liens sociaux, en partie par la synchronicité des mouvements des danseurs, et peut aussi être utilisée dans certaines thérapies.

### Musicalité
« Un danseur technique mais sans musicalité sera comme une peinture sans couleur. À choisir, je préfère regarder un danseur musical mais peu souple et avec des pieds moins jolis. »

— Lorena Feijóo, danseuse étoile
Dans le contexte de la danse, la musicalité est la capacité d'écouter, d'interpréter et de danser sur la musique. La musique peut influencer, dans une certaine mesure, les actions des danseurs,. Lorsqu'il est maitrisé par les deux danseurs, le concept de la musicalité peut aussi être considéré comme une forme de connexion mentale entre les partenaires, mais le guidage et par conséquent la connexion physique y joue également un rôle important.
La musicalité est plus importante dans les danses dans lesquelles les différentes figures ont souvent des durées différentes (nommées ici asymétriques) telles que les danses swing (west coast swing, rock, etc.) ou le discofox. Ces danses se contrastent aux danses dont la majorité des figures se danse sur le même nombre de temps que la phrase musicale (appelées ici danses symétriques), souvent toutes les deux d'une durée de huit temps, telles que la salsa et les danses de salon sportives standards.
La base de la musicalité d'un danseur, applicable à la fois aux danses symétriques et asymétriques, est la capacité de rester dans les temps de la musique. Chacun des danseurs doit être capable de transférer le poids de son corps en rythme avec la musique et dans les conventions de leur danse. La capacité de sentir, consciemment ou inconsciemment, les temps de la musique est pour cela nécessaire. Pour le leader, la capacité de compter les temps est importante pour pouvoir guider des figures en rythme et pour initier la danse elle-même. Des compétences plus avancés de la musicalité, plus importantes dans les danses asymétriques, sont par exemple la capacité d'adapter ses mouvements à la musique, en adaptant les figures ou le rythme de ses pas, la capacité d'aligner ses figures aux phrases musicales ou encore la capacité de marquer les éléments clefs de la musique tels que les breaks ou les ponts par des changements de style ou de courtes interruptions,.

## Technique de la connexion
La connexion, comme beaucoup de concepts en danse, peut s'apprendre et s'améliorer avec de la pratique et de l'expérience. Une bonne connexion requiert souvent un bon cadre car ce dernier offre le support au travers duquel une bonne connexion peut être établie.

### Connexionaveccontact physique avec le corps (en plus des mains)
Lorsque les danseurs sont en contact avec le tronc, comme dans les danses de salon standards, la connexion est très différente de la connexion en position ouverte. Dans cette position, les danseurs sont en contact du côté droit de leur corps, depuis le haut des cuisses jusqu'au milieu du torse. Ce contact corporel étroit est essentiel. Dans cette situation, le leader dirige toujours depuis le centre du tronc (core), comme dans la position ouverte, mais l'information est directement transmise au tronc du follower sans passer par les épaules, les bras et les mains. Le guidage n'est plus effectué avec les bras. Les deux danseurs doivent donner l'impression de se déplacer comme un seul corps. Pour éviter de se séparer, les deux danseurs poussent légèrement l'un vers l'autre afin de maintenair une compression. Cela implique que le danseur se déplaçant vers l'arrière doit retenir l'autre danseur, il doit reculer tout en maintenant le poids vers l'avant. Cette connexion étroite est aussi essentielle pour effectuer des mouvements rapides simultanés, tels que des sauts en quickstep ou des tours rapides en valse viennoise. En valse anglaise, les danseurs doivent effectuer ensemble un mouvement d'ondulation selon l'axe vertical.